# لويس بيدرو مولينا
لويس بيدرو مولينا (بالإسبانية: Luis Pedro Molina)‏ (4 يونيو 1977 في غواتيمالا - ) هو لاعب كرة قدم غواتيمالي في مركز حراسة المرمى. شارك مع منتخب غواتيمالا لكرة القدم. أما مع النوادي، فقد لعب مع نادي كوميونيكيشنس وDeportivo Marquense ‏ ونادي جالابا ‏ وDeportivo Petapa ‏.

## وصلات خارجية
- لويس بيدرو مولينا على موقع الاتحاد الدولي (مؤرشف)  (الإنجليزية)
- لويس بيدرو مولينا على موقع قاعدة بيانات كرة القدم.إي يو (الإنجليزية)
- لويس بيدرو مولينا على موقع ناشيونال فوتبول تيمز (الإنجليزية)